# Uricotèlic
Els uricotèlics són aquells animals que excreten àcid úric com a principal catabòlit nitrogenat, un tret molt comú en ocells, rèptils terrestres, insectes i alguns crustacis terrestres. L'àcid úric es forma a partir de l'amoníac, principalment al fetge i fins a cert punt als ronyons. És un procés altament dependent de l'energia, però que genera un producte menys tòxic que l'amoníac i la urea. A més és pràcticament insoluble en aigua, pel que pot ser eliminat del cos en estat pràcticament sòlid, generant un important estalvi d'aigua a l'organisme. Els excrements d'alguns ocells com cormorans, pelicans i mascarells s'empren comercialment per a extreure'n àcid úric; anomenat guano, és molt apreciat com adob.